# Daniel Willems
Daniel Willems (Herentals; 16 de agosto de 1956-Vorselaar, 2 de septiembre de 2016) fue un ciclista belga.

## Biografía
Fue un ciclista amateur excelente con numerosas victorias en este campo. Fue dos veces campeón de Bélgica en ruta en 1976 en categoría militar y en 1977 en categoría amateur. También ganó dos veces el campeonato de Bélgica de contrarreloj en 1975 en categoría júnior y en 1978 en categoría amateur.
Debutó como profesional en 1978 y se retiró en 1985. Participó en tres Tour de Francia. Fue séptimo en 1982. En el Tour de Francia 1981, ganó la decimosegunda etapa disputada entre Compiègne y Roubaix y la vigésima primera etapa, que se corrió entre Veurey-Voroize y Saint-Priest. En el Tour de Francia 1982, también consiguió dos etapas al ganar la tercera etapa disputada entre Nancy y Longwy y la vigésima etapa entre Sens y Aulnay-sous-Bois. Falleció el 2 de septiembre de 2016 a los 60 años de edad.

## Palmarés
| 1977 - Tour de Bretaña - Tour de Düren - 1 etapa del Tour de Valonia 1978 - Campeonato de Flandes - Gran Premio de la Villa de Zottegem 1979 - Vuelta a Bélgica, más 1 etapa - Cuatro Días de Dunkerque, más 1 etapa - Flecha Brabanzona - Gran Premio de Fráncfort - Scheldeprijs Vlaanderen 1980 - París-Tours - Vuelta a Andalucía, más 2 etapas - Tour de Limburgo - 6 etapas de la Vuelta a Suiza - 1 etapa de la Vuelta a Bélgica | 1981 - Flecha Valona - Gran Premio de Antibes - Critérium de As - 2 etapas del Tour de Francia - 1 etapa de la Vuelta a Bélgica - 3 etapas de la Semana Catalana - 1 etapa del Gran Premio de Midi Libre - 1 etapa del Tour de l'Aude - 1.º en el Premio de Heist-op-den-Berg 1982 - 2 etapas del Tour de Francia - 1 etapa de los Tres Días de La Panne - 1 etapa de los Cuatro Días de Dunkerque - 2 etapas del Tour Midi-Pyrénées - Gran Premio Eddy Merckx |

## Resultados en las grandes vueltas
| Carrera         | 1978 | 1979 | 1980 | 1981 | 1982 | 1983 | 1984 | 1985 |
| --------------- | ---- | ---- | ---- | ---- | ---- | ---- | ---- | ---- |
| Giro de Italia  | -    | -    | -    | -    | -    | -    | 71.º | -    |
| Tour de Francia | -    | -    | -    | Ab.  | 7.º  | Ab.  | -    | -    |
| Vuelta a España | -    | -    | -    | -    | -    | Ab.  | -    | -    |